# Terry Glaze
Terry Glaze, né le 29 novembre 1964 à Columbus, est un chanteur de heavy metal américain. Il est célèbre pour avoir été le chanteur du groupe de groove metal Pantera durant sa période glam metal, et de Lord Tracy.

## Discographie
Avec Pantera
- 1983 - Metal Magic
- 1984 - Projects in the Jungle
- 1985 - I Am the Night

Avec Lord Tracy
- 1989 - Deaf Gods of Babylon
- 2004 - Live
- 2005 - Cull None
- 2006 - 4
- 2008 - Porn Again